# Fred R. Klenner
Frederick Robert Klenner (22 octobre 1907 – 20 mai 1984) est un médecin praticien américain qui exerçait à Reidsville en Caroline du Nord et fut un des pionniers de la recherche sur l'utilisation de la vitamine C à des doses non nutritionnelles. Dès les années 1940, il expérimenta sur l'utilisation de doses élevée de vitamine C pour soigner un nombre important de maladie dont entre autres, la polio. Il écrivit 28 articles scientifiques durant sa carrière et est un des précurseurs de la médecine orthomoléculaire, cependant ses travaux restent largement ignorés par la médecine conventionnelle.
Klenner est le sujet, est mentionné ou référencé dans un certain nombre d'articles de la médecine orthomoléculaire. Un livre récent lui est dédié et met à jour son travail sur la vitamine C, et il est profilé dans Medical Mavericks.